# Amiota okinawana
Amiota okinawana este o specie de muște din genul Amiota, familia Drosophilidae, descrisă de Toyohi Okada în anul 1971. Conform Catalogue of Life specia Amiota okinawana nu are subspecii cunoscute.